# Norwalk (Iowa)
Norwalk é uma cidade localizada no estado americano de Iowa, no Condado de Warren.

## Demografia
Segundo o censo americano de 2000, a sua população era de 6884 habitantes.
Em 2006, foi estimada uma população de 8246, um aumento de 1362 (19.8%).

## Geografia
De acordo com o United States Census Bureau tem uma área de
17,6 km², dos quais 17,0 km² cobertos por terra e 0,6 km² cobertos por água. Norwalk localiza-se a aproximadamente 249 m acima do nível do mar.

## Localidades na vizinhança
O diagrama seguinte representa as localidades num raio de 16 km ao redor de Norwalk.